# Regeringen Knudsen I

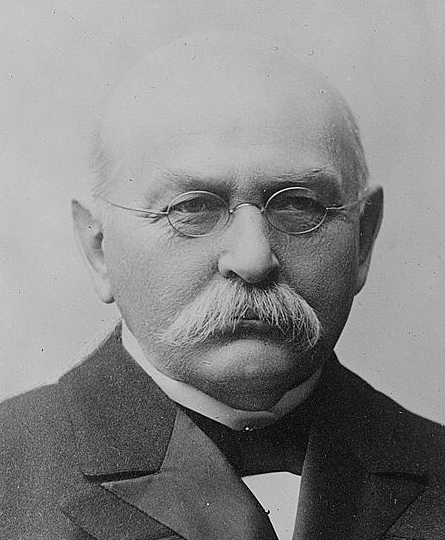
Gunnar Knudsen

Regeringen Knudsen I var en norsk regering som tillträdde 19 mars 1908. Det var en minoritetsregering från Venstre. Statsminister var Gunnar Knudsen och utrikesminister var Wilhelm Christopher Christophersen . Regeringen lämnade in sin avskedsansökan den 27 januari 1910. Ansökan godkändes den 1 februari och den avgick 2 februari.